# Drosophila burlai
Drosophila burlai este o specie de muște din genul Drosophila, familia Drosophilidae, descrisă de Tscas și Lachaise în anul 1974. Conform Catalogue of Life specia Drosophila burlai nu are subspecii cunoscute.